# Arbusculina
Arbusculina är ett släkte av svampar. Arbusculina ingår i divisionen sporsäcksvampar och riket svampar.